# لوکرسیا
لوکرسیا (به پرتغالی: Lucrécia) یک منطقهٔ مسکونی در برزیل است که در ریو گرانده شمالی واقع شده‌است. لوکرسیا ۴٬۰۲۵ نفر جمعیت دارد.